# Въоръжени сили на Монголия
Монголските въоръжени сили (на монголски: Монгол улсын зэвсэгт хүчин) са военните сили на Монголия, основна част от които е Монголската народна армия (до 1959 г. Монголска народнореволюционна армия) създадена през 1921 г. на базата на военното народно революционно опълчение на аратската Монголска народна партия, приела марксистко-ленинската идеология и преименувана на Монголска народнореволюционна партия.

## История
През 1911 г. след китайската революция с помощта на Руската империя е подписано Кяхтенското споразумение, с което се създава автономна област на територията на Външна Монголия, под ръководство на Русия и Китай, наричана от историческата наука Богдо Ханска Монголия. Съгласно споразумението се създава монголско военно опълчение. През 1915 г. Китай отменя статута на Монголия за автономия и изпраща китайски военни части да окупират страната, а монголското опълчение е разпуснато. След победата на Октомврийската революция в Русия – 1917 г., през 1918 г. се създават първите отряди на монголското народно опълчение, състоящи се от арати (скотовъдци), обединени в създадената през същата година Монголска народна партия, лидер на която става Дамдийн Сухебатор. През 1921 г. монголските опълченски отряди с помощта на СССР осъществяват Монголската народна революция и Монголия е обявена за социалистическа държава, прогонвайки и разгромявайки китайските войски и руските белогвардейски войски на барон Унгерн Щернберг. Монголската народна партия се преименува в Монголска народнореволюционна партия. На базата на опълчението е създадена Монголската народнореволюционна армия, като Председател на Монголската народна република става Д. Сухебатор, а първи военен министър става командирът на опълчението Хатан Батор Маскаржав. През 1924 г. умира Сухебатор и на постовете си е наследен от Хорлоогийн Чойбалсан. През 1930-те години Чойбалсан създава със съветска помощ добре въоръжена армия, а през 1939 г. монголската народнореволюционна партия участва със съветските войски в битката при Халхин Гол, в която побеждава японските войски, нападащи Монголия. През 1936 г. в състава на Монголската армия се създават моторизирани войски и танкови съединения. През август 1945 г. монголската народнореволюционна армия участва заедно със Съветската армия в боевете срещу японската Квантунска армия, като Монголия обявява война на Япония на 8 август 1945 г. През 1959 г. името на армията е променено на Монголска народна армия.

## Състав
Монголската народна армия се състои от:
- Сухопътни войски,
- Военновъздушни сили и противовъздушна отбрана,
- Строителни войски.

Сухопътните войски имат личен състав от 8,2 хил. души. Организирани са в 6 пехотни полка, артилерийски полк, лек пехотен батальон за бързо реагиране, въздушно-десантен батальон. Имат на въоръжение 420 танка, други 640 бронирани машини, 300 гаубици, 140 минохвъргачки, 200 противотанкови оръдия, 130 реактивни системи за залпов огън.
Военновъздушните сили имат личен състав от 800 души. Разполагат с 10 изтребителя МиГ-21, 10 транспортни самолета Ан-2, 3 транспортни самолета Ан-24, 3 транспортни самолета Ан-26, 1 транспортен самолет Ан-30, 1 транспортен самолет Ан-32, 25 бойни вертолета Ми-24 и 25 противотанкови вертолета Ми-8.
Строителните войски имат личен състав от 500 души.
Военизираните формирования имат личен състав от 7,2 хил. души, включително: гранични войски – 6 хил., вътрешни войски – 1,2 хил.
Страната разполага и с близо 250 хил. резервисти (запасняци).

### Въоръжение
Танкове
- T-55 – 370
- T-62 – 280
- T-72 – 85
- T-90 – 25

БМП/БТР/БРДМ
- БРДМ-1 – 150
- БРДМ-2 – 120
- БМП-1 – 310
- БТР-40 – 200
- БТР-60 – 150
- БТР-70 – 40+
- БТР-80 – 20
- БТР-152 – 50

Залпови ракетни системи
- БМ-14 – 50
- БМ-21 – 130

ВВС
- МиГ-29 – 4 поръчани в Русия през 2011 г. с доставка септември 2018 г. – боен многоцелеви изтребител
- МиГ-21 – 8 – изтребител
- Су-27 – 4 – боен многоцелеви изтребител
- Ми-8 – 11 – военен вертолет
- Ми-171 -2 – военен вертолет
- Ми-24 – 11 – военен вертолет